# Сизов, Иван Федотович
Сизов Иван Федотович — советский лётчик, полковник.

## Биография
Родился 10 июля 1913 года в селе Мартыновка Оренбургской области (Россия). После окончания ФЗУ, работал шофером. В августе 1934 года поступил на учёбу в Ейское военно-морское авиационное училище. Окончил в 1936 году.
Направлен в 13-ю ОИАЭ КБФ.
Участвовал в советско-финляндской войне в качестве командира звена. Звание командира получил 15 апреля 1939 года. Начиная со звания командира отряда, присвоенного в ноябре 1940 года вырос до звания командира 1-й АЭ 12-й КИАП, присвоенного 13 января 1943 года. Уже в августе 1943 года ему было присвоено звание помощника командира полка.
С 22 февраля 1944 года — слушатель ВОК, по окончании курсов с 11 июля 1944 года — снова помощник командира полка, а с 19 августа 1944 года — инструктор по технике пилотирования.
После войны, в звании майора, служил в морской авиации. В связи с состоянием здоровья уволен в запас 19 августа 1955 года в звании полковника. До ухода в отставку занимал должность начальника воздушно-стрелковой службы ВВС 4-го ВМФ.
В 1945 году представлялся к званию Героя Советского Союза (награждён орденом Ленина).
На его счету во время войны 469 вылетов, 93 из которых составляют штурмовки войск противника. Участвовал в 45 воздушных боях, в которых сбил лично 5 и в составе группы 8 самолётов противника. Летал в группе с такими летчиками-балтийцами, как Сабгайда Геннадий Константинович, Цветков Петр Николаевич, Чабукиани Иосиф Семёнович. В рядах ВВС Краснознамённого Балтийского Флота прослужил с 1936 по 1956 год.
Умер в 1980 году.

## Награды
- Медаль «За боевые заслуги»
- Орден Красного Знамени
- Орден Ушакова II степени
- Орден Ленина
- Орден Красной Звезды
- Медаль «За оборону Ленинграда»
- Медаль «За взятие Кенигсберга»
- Медаль «За победу над Германией в Великой Отечественной войне 1941—1945 гг.»